# Listă de filme britanice din 1959
Aceasta este o listă de filme britanice din 1959:

## Lista
| Titlu                          | Regizor                       | Distribuție                                                    | Gen                 | Note |
| ------------------------------ | ----------------------------- | -------------------------------------------------------------- | ------------------- | --- |
| The 39 Steps                   | Ralph Thomas                  | Kenneth More, Taina Elg                                        | Thriller            | |
| Alive and Kicking              | Cyril Frankel                 | Sybil Thorndike, Kathleen Harrison                             | Comedy              | |
| The Bandit of Zhobe            | John Gilling                  | Victor Mature, Anne Aubrey                                     | Adventure           | |
| The Battle of the Sexes        | Charles Crichton              | Peter Sellers, Robert Morley, Constance Cummings               | Comedy              | |
| Behemoth, the Sea Monster      | Eugène Lourié, Douglas Hickox | Gene Evans, André Morell                                       | Sci-fi              | |
| Blind Date                     | Joseph Losey                  | Hardy Krüger, Micheline Presle                                 | Crime               | |
| Bobbikins                      | Robert Day                    | Shirley Jones, Max Bygraves                                    | Comedy              | |
| The Boy and the Bridge         | Kevin McClory                 | Ian Maclaine, Liam Redmond                                     | Drama               | |
| Breakout                       | Peter Graham Scott            | Lee Patterson, Hazel Court                                     | Drama               | |
| The Bridal Path                | Frank Launder                 | Bill Travers, George Cole                                      | Comedy              | |
| The Captain's Table            | Jack Lee                      | John Gregson, Peggy Cummins                                    | Comedy              | |
| Carlton-Browne of the F.O.     | Roy Boulting, Jeffrey Dell    | Terry-Thomas, Peter Sellers                                    | Comedy              | |
| Carry On Nurse                 | Gerald Thomas                 | Kenneth Williams, Joan Sims                                    | Comedy              | |
| Carry On Teacher               | Gerald Thomas                 | Kenneth Williams, Kenneth Connor                               | Comedy              | |
| The Cat Gang                   | Darrell Catling               | Francesca Annis, John Pike                                     | Family/adventure    | |
| Crash Drive                    | Max Varnel                    | Dermot Walsh, Wendy Williams                                   | Drama               | |
| The Crowning Touch             | David Eady                    | Ted Ray, Greta Gynt                                            | Comedy              | |
| Danger List                    | Leslie Arliss                 | Philip Friend, Honor Blackman                                  | Drama               | Short film |
| Danger Within                  | Don Chaffey                   | Richard Todd, Bernard Lee                                      | World War II        | |
| The Dawn Killer                | Donald Taylor                 | Jeremy Bulloch, Sally Bulloch                                  | Thriller            | |
| Deadly Record                  | Lawrence Huntington           | Lee Patterson, Barbara Shelley                                 | Mystery             | [ 1 ] |
| Desert Mice                    | Michael Relph                 | Alfred Marks, Sid James                                        | World War II comedy | |
| The Desperate Man              | Peter Maxwell                 | Conrad Phillips, Jill Ireland                                  | Crime               | |
| Devil's Bait                   | Peter Graham Scott            | Geoffrey Keen, Jane Hylton, Gordon Jackson                     | Drama               | [ 2 ] |
| The Devil's Disciple           | Guy Hamilton                  | Burt Lancaster, Kirk Douglas, Laurence Olivier                 | Drama               | Adaption of the play by George Bernard Shaw                                                                                                  |
| Don't Panic Chaps!             | George Pollock                | Dennis Price, George Cole                                      | Comedy              | |
| Expresso Bongo                 | Val Guest                     | Laurence Harvey, Cliff Richard                                 | Musical             | |
| Ferry to Hong Kong             | Lewis Gilbert                 | Curd Jürgens, Orson Welles, Sylvia Syms                        | Adventure           | |
| First Man into Space           | Robert Day                    | Marshall Thompson, Marla Landi                                 | Sci Fi/Horror       | |
| Floods of Fear                 | Charles Crichton              | Howard Keel, Anne Heywood                                      | Thriller            | |
| Follow a Star                  | Robert Asher                  | Norman Wisdom, June Laverick                                   | Comedy/musical      | |
| Friends and Neighbours         | Gordon Parry                  | Arthur Askey, Megs Jenkins                                     | Comedy              | |
| The Heart of a Man             | Herbert Wilcox                | Frankie Vaughan, Anne Heywood                                  | Drama               | |
| Hidden Homicide                | Tony Young                    | Griffith Jones, Patricia Laffan                                | Mystery             | [ 3 ] |
| Honeymoon                      | Michael Powell                | Anthony Steel, Ludmilla Tchérina                               | Drama               | |
| Horrors of the Black Museum    | Arthur Crabtree               | Michael Gough, June Cunningham                                 | Horror              | |
| The Hound of the Baskervilles  | Terence Fisher                | Peter Cushing, André Morell                                    | Mystery             | |
| The House of the Seven Hawks   | Richard Thorpe                | Robert Taylor, Nicole Maurey                                   | Mystery             | |
| Idol on Parade                 | John Gilling                  | Anthony Newley, Sid James                                      | Comedy              | |
| I'm All Right Jack             | John Boulting                 | Ian Carmichael, Peter Sellers, Richard Attenborough            | Comedy              | Number 47 in the list of BFI Top 100 British films                                                                                           |
| In the Wake of a Stranger      | David Eady                    | Tony Wright, Shirley Eaton                                     | Thriller            | |
| Jack the Ripper                | Robert S. Baker, Monty Berman | Lee Patterson, Eddie Byrne                                     | Crime               | |
| Jet Storm                      | Cy Endfield                   | Richard Attenborough, Stanley Baker, Diane Cilento             | Thriller            | |
| Killers of Kilimanjaro         | Richard Thorpe                | Robert Taylor, Anthony Newley, Anne Aubrey                     | African Adventure   | |
| The Lady Is a Square           | Herbert Wilcox                | Anna Neagle, Frankie Vaughan, Janette Scott                    | Musical/romance     | |
| Left Right and Centre          | Sidney Gilliat                | Ian Carmichael                                                 | Comedy/romance      | |
| Libel                          | Anthony Asquith               | Dirk Bogarde, Olivia de Havilland                              | Drama               | |
| Life in Danger                 | Terry Bishop                  | Derren Nesbitt, Julie Hopkins                                  | Crime               | [ 4 ] |
| Life in Emergency Ward 10      | Robert Day                    | Michael Craig, Wilfrid Hyde-White                              | Drama               | |
| Look Back in Anger             | Tony Richardson               | Richard Burton, Claire Bloom                                   | Drama               | |
| Make Mine a Million            | Lance Comfort                 | Arthur Askey, Sid James                                        | Comedy              | |
| The Man Who Could Cheat Death  | Terence Fisher                | Anton Diffring, Christopher Lee                                | Horror              | |
| The Man Who Liked Funerals     | David Eady                    | Leslie Phillips, Susan Beaumont                                | Comedy              | |
| Model for Murder               | Terry Bishop                  | Keith Andes, Hazel Court                                       | Crime               | |
| The Mouse That Roared          | Jack Arnold                   | Peter Sellers, Jean Seberg, William Hartnell, Leo McKern       | Comedy              | |
| The Mummy                      | Terence Fisher                | Peter Cushing, Christopher Lee                                 | Horror              | |
| Naked Fury                     | Charles Saunders              | Reed De Rouen, Kenneth Cope                                    | Crime               | |
| The Navy Lark                  | Gordon Parry                  | Cecil Parker, Ronald Shiner, Leslie Phillips                   | Comedy              | |
| The Night We Dropped a Clanger | Darcy Conyers                 | Brian Rix, Cecil Parker                                        | Comedy              | |
| No Trees in the Street         | J. Lee Thompson               | Sylvia Syms, Herbert Lom                                       | Thriller            | |
| North West Frontier            | J. Lee Thompson               | Kenneth More, Lauren Bacall                                    | Adventure           | |
| Operation Amsterdam            | Michael McCarthy              | Peter Finch, Eva Bartok                                        | World War II Action | |
| Operation Bullshine            | Gilbert Gunn                  | Donald Sinden, Barbara Murray                                  | World War II Comedy | |
| Our Man in Havana              | Carol Reed                    | Alec Guinness, Maureen O'Hara                                  | Spy/comedy          | |
| Please Turn Over               | Gerald Thomas                 | Ted Ray, Leslie Phillips, Julia Lockwood                       | Comedy              | |
| The Price of Silence           | Montgomery Tully              | Gordon Jackson, June Thorburn                                  | Crime               | |
| Room at the Top                | Jack Clayton                  | Simone Signoret, Laurence Harvey, Heather Sears, Donald Wolfit | Drama               | Number 32 in the list of BFI Top 100 British films; winner of two Academy Awards, three BAFTAs and an award at the 1959 Cannes Film Festival |
| The Rough and the Smooth       | Robert Siodmak                | Nadja Tiller, Tony Britton                                     | Drama               | |
| Sapphire                       | Basil Dearden                 | Nigel Patrick, Yvonne Mitchell                                 | Drama               | |
| The Scapegoat                  | Robert Hamer                  | Alec Guinness, Bette Davis                                     | Crime               | |
| Serious Charge                 | Terence Young                 | Anthony Quayle, Sarah Churchill                                | Drama               | |
| The Shakedown                  | John Lemont                   | Terence Morgan, Hazel Court                                    | Crime               | |
| The Siege of Pinchgut          | Harry Watt                    | Aldo Ray, Heather Sears                                        | Action              | Filmed in Australia; entered into the 9th Berlin International Film Festival                                                                 |
| SOS Pacific                    | Guy Green                     | Bryan Forbes, Richard Attenborough                             | Thriller            | |
| The Square Peg                 | John Paddy Carstairs          | Norman Wisdom, Edward Chapman                                  | World War II Comedy | |
| Strictly Confidential          | Charles Saunders              | Richard Murdoch, William Kendall                               | Comedy              | |
| Subway in the Sky              | Muriel Box                    | Van Johnson, Hildegard Knef                                    | Crime               | |
| Summer of the Seventeenth Doll | Leslie Norman                 | Ernest Borgnine, Anne Baxter                                   | Comedy/drama        | Co-production with Australia |
| Tarzan's Greatest Adventure    | John Guillermin               | Gordon Scott, Anthony Quayle, Sara Shane                       | African adventure   | |
| Tiger Bay                      | J. Lee Thompson               | John Mills, Hayley Mills, Horst Buchholz                       | Crime/Thriller      | |
| Tommy the Toreador             | John Paddy Carstairs          | Tommy Steele, Janet Munro                                      | Musical comedy      | |
| Too Many Crooks                | Mario Zampi                   | Terry-Thomas, George Cole                                      | Comedy              | |
| Top Floor Girl                 | Max Varnel                    | Kay Callard, Neil Hallett                                      | Drama               | |
| A Touch of Larceny             | Guy Hamilton                  | James Mason, George Sanders                                    | Comedy              | |
| The Treasure of San Teresa     | Alvin Rakoff                  | Eddie Constantine, Dawn Addams                                 | Thriller            | Also known as Hot Money Girl |
| The Ugly Duckling              | Lance Comfort                 | Bernard Bresslaw, Jon Pertwee                                  | Comedy              | |
| Upstairs and Downstairs        | Ralph Thomas                  | Michael Craig, Anne Heywood                                    | Comedy              | |
| Violent Moment                 | Sidney Hayers                 | Lyndon Brook, Jane Hylton                                      | Drama               | |
| Web of Evidence                | Jack Cardiff                  | Van Johnson, Vera Miles                                        | Thriller            | |
| Whirlpool                      | Lewis Allen                   | Juliette Gréco, Muriel Pavlow                                  | Drama               | [ 5 ] |
| The Witness                    | Geoffrey Muller               | Dermot Walsh, Greta Gynt                                       | Crime               | [ 6 ] |
| Woman's Temptation             | Godfrey Grayson               | Patricia Driscoll, Robert Ayres                                | Crime               | |
| The Wreck of the Mary Deare    | Michael Anderson              | Gary Cooper, Charlton Heston, Michael Redgrave                 | Thriller            | |
| Yesterday's Enemy              | Val Guest                     | Stanley Baker, Leo McKern                                      | World War II        | |